# Eucyclopera cynara
Eucyclopera cynara är en fjärilsart som beskrevs av Druce 1894. Eucyclopera cynara ingår i släktet Eucyclopera och familjen björnspinnare. Inga underarter finns listade i Catalogue of Life.